# Endless Rain
"Endless Rain" é o quarto single da banda japonesa de heavy metal X Japan (então chamada apenas X) lançado em 1 de dezembro de 1989.
É o segundo single do X em uma grande gravadora e alcançou a terceira posição nas paradas da Oricon, vendeu 357.680 cópias até o final de 1990 e foi certificado Ouro pela RIAJ.

## Visão geral
A faixa-título pertence ao álbum Blue Blood e é a primeira balada lançada como single. O lado B é uma versão ao vivo da música "X", gravada em 10 de junho de 1989 no Hibiya Open-Air Concert Hall.
Yoshiki afirmou que "Endless Rain" foi a primeira balada que ele escreveu, sendo que antes ele só escrevia canções heavy e thrash metal. Ele explicou que depois que os membros da Sony o viram tocar uma composição de Pyotr Ilyich Tchaikovsky no piano enquanto X estava esperando para tocar em um clube, eles lhe pediram para escrever uma balada. A música resultante foi "Endless Rain". Yoshiki disse que a música se tornou um sucesso e foi um choque para seus fãs, mas eles acabaram gostando e se tornou a "música tema do X Japan".
Uma performance ao vivo de "Endless Rain" foi incluída como lado B do single "Week End" de 1990.
Durante os shows no Japão do Guns N' Roses em julho de 2007, Richard Fortus e Robin Finck tocaram parte de "Endless Rain" durante seus duetos de guitarra. "Endless Rain" foi regravada pelas cantoras japonesas Angela Aki, em um de seus shows, e Ayumi Nakamura, em seu álbum "Voice" de 2008, e pelo cantor de Hong Kong Aaron Kwok em um de seus shows. Também foi usada como música tema do filme Zipang.
Em dezembro de 2020, Yoshiki tocou a canção no 71º NHK Kōhaku Uta Gassen na véspera de Ano Novo, junto com Babymetal, Roger Taylor e Brian May de Queen, Sarah Brightman, SixTones, LiSA e Milet.

## Videoclipes
Dois videoclipes foram criados para "Endless Rain". O primeiro foi incluído no vídeo caseiro Shigeki! Visual Shock Vol. 2 em 1989.
O segundo foi lançado no DVD Japan Showcase in L.A. Premium Prototype em 6 de setembro de 2010. Dirigido por Russell Thomas e apresentando a banda tocando ao vivo no topo do Kodak Theatre em Hollywood, Califórnia, em janeiro de 2010, também tem o som da audiência adicionado ao áudio.
Em 21 de novembro de 1993, a Sony Japan lançou X² (ダブルエックス, Daburu Ekkusu, lit. "Double-X"), um curta-metragem baseado na série de mangá X do estúdio Clamp e ambientado com as músicas do X Japan. Mostra uma apresentação de slides da arte do mangá tocando uma combinação de "Silent Jealousy", "Kurenai " e "Endless Rain" e um videoclipe para a canção "X" dirigido por Shigeyuki Hayashi.

## Recepção e desempenho comercial
A Rolling Stone referiu-se à música como "November Rain, menos as bobagens" e chamou-a de primeiro hit das paradas de sucesso de X.
O single alcançou o número 3 nas paradas da Oricon Singles Chart e manteve-se nas paradas por 31 semanas. Em 1990, com 357.680 cópias vendidas, foi o 21º single mais vendido do ano, sendo certificado Ouro pela RIAJ.

## Faixas
Todas as músicas compostas por Yoshiki.
| N.º | Título         | Duração |  |
| 1.  | "Endless Rain" | 6:35    |  |
| 2.  | "X (ao vivo)"  | 9:40    |  |

## Ficha técnica
X
- Toshi - vocais
- Pata - guitarra
- esconder - guitarra
- Taiji - baixo
- Yoshiki - bateria, piano, composição

Produção
- Engenheiro de mixagem - Motonari Matsumoto
- Engenheiros de gravação - Gremlin, Tetsuhiro Miyajima, Mitsuyasu Abe
- Engenheiros assistentes - Takashi Ohkubo, Fujishima, Naoki Yamada, Akiko Nakamura, Shigeki Kashii, Lee Chun Fin, Mitsumasa Iwata
- Arranjos orquestrais - Neko Saitō